# Martin Scorsese Presents: Masterpieces of Polish Cinema
Martin Scorsese Presents: Masterpieces of Polish Cinema – cykl pokazów arcydzieł polskiej kinematografii organizowanych w 2014 roku w Stanach Zjednoczonych i Kanadzie przez amerykańskiego reżysera Martina Scorsese. W języku polskim nazwa festiwalu brzmiała „Martin Scorsese prezentuje: arcydzieła polskiego kina”.

## Geneza
Powodem organizacji cyklu pokazów polskich filmów z cyklu Martin Scorsese Presents była jego fascynacja polskim kinem. Reżyser w czasie nadania mu tytułu honorowego doktoratu Łódzkiej Szkoły Filmowej przyznał, że duży wpływ na jego twórczość miała polska kinematografia :

Nie umiem wytłumaczyć, jak wielki wpływ miało Wasze kino – panowie Wajda, Polański, Skolimowski, cała grupa tego czasu – na moją twórczość filmową. I ma do dziś, bo gdy robię film zazwyczaj łapię się na tym, że pokazuję aktorom czy operatorom właśnie polskie filmy z lat 50.

w oryginale:

I cannot explain how your cinema from Wajda, Polański, to Skolimowski, the whole lot - influenced my cinematic output. But it still does. At some point, I realized that when I wanted to make actors or cinematographers understand something. I show them Polish films from 50s.

Bezpośrednią przyczyną, która zapoczątkowała ideę zorganizowania prezentacji polskich filmów w Ameryce Północnej było spotkanie z producentem Jędrzejem Sablińskim na początku grudnia 2011 roku w warszawskim hotelu Bristol. Scorsese przebywał w Polsce w związku z przyznaniem mu doktoratu honoris causa łódzkiej filmówki. Na spotkaniu Sabliński zaprezentował reżyserowi postępy w cyfrowej rekonstrukcji polskich filmów oraz poinformował o powstaniu projektu „KinoRP”, dedykowanego rekonstrukcji cyfrowej polskiego kina. Amerykański reżyser zainteresował się projektem i zasugerował kontakt z Film Society of Lincoln Center (Towarzystwo Filmowe Centrum Lincolna), które zostało założone w 1969 roku w Nowym Jorku w celu popularyzacji sztuki filmowej w Ameryce. Polacy nawiązali z nią współpracę, która zaowocowała powstaniem projektu prezentacji przekroju polskiej kinematografii w Ameryce Północnej.

## Festiwal
Fascynacja polskim kinem oraz cyfrowe odrestaurowanie polskich filmów skłoniły Martina Scorsese do zapoczątkowania w Stanach Zjednoczonych cyklu pokazów arcydzieł polskiej kinematografii pt. „Martin Scorsese Presents: Masterpieces of Polish Cinema”, które sam wytypował jako najlepsze polskie produkcje. Prezentacja polskiej kinematografii zainicjowana została 5–7 lutego 2014 roku w Nowym Jorku w kompleksie budynków znajdujących się w Lincoln Center for the Performing Arts.
Zaplanowane tournée po Stanach Zjednoczonych i Kanadzie obejmuje pokaz 21 polskich filmów po rekonstrukcji cyfrowej, które prezentowane będą w latach 2014–2015 w 30 miastach Ameryki Północnej. Partnerem fundacji w retrospektywnej prezentacji polskich filmów jest amerykańska firma dystrybucyjna Milestone Films.

### Wielka Brytania
W 2015 roku Scorsese przeniósł pomysł prezentacji arcydzieł polskiej kinematografii na Wyspy Brytyjskie. W Wielkiej Brytanii przedstawiane są 24 cyfrowo zremasterowane klasyki polskiego kina, z których część nie była nigdy wyświetlana w tamtejszych kinach. Cykl, którego pomysłodawcą był Scorsese, rozpoczął się w kwietniu 2015 roku podczas Edinburgh International Film Festival i w kinie BFI Southbank w ramach organizowanego przez Instytut Kultury Polskiej festiwalu KINOTEKA Polish Film Festival. Filmy były prezentowane brytyjskiej publiczności do grudnia 2015 roku. Pierwszym wyświetlonym filmem był obraz Krzysztofa Zanussiego Barwy ochronne (jeden z trzech filmów cyklu w reż. Zanussiego). Oprócz 21 filmów dostępnych dla amerykańskiej publiczności, w Wielkiej Brytanii prezentowane są trzy dodatkowe obrazy – Nóż w wodzie (reż. Roman Polański, 1962), Aktorzy prowincjonalni (reż. Agnieszka Holland, 1979), Walkower (reż. Jerzy Skolimowski, 1965).

## Filmy
Filmy, które Scorsese wybrał do prezentacji polskiego kina w ramach Masterpieces of Polish Cinema.
| Stany Zjednoczone, Kanada, Wielka Brytania | Stany Zjednoczone, Kanada, Wielka Brytania | Stany Zjednoczone, Kanada, Wielka Brytania |
| Rok                                        | Tytuł                                      | Reżyser                                    |
| ------------------------------------------ | ------------------------------------------ | ------------------------------------------ |
| 1957                                       | Eroica                                     | Andrzej Munk                               |
| 1958                                       | Ostatni dzień lata                         | Tadeusz Konwicki                           |
| 1958                                       | Popiół i diament                           | Andrzej Wajda                              |
| 1959                                       | Pociąg                                     | Jerzy Kawalerowicz                         |
| 1960                                       | Krzyżacy                                   | Aleksander Ford                            |
| 1960                                       | Niewinni czarodzieje                       | Andrzej Wajda                              |
| 1961                                       | Matka Joanna od Aniołów                    | Jerzy Kawalerowicz                         |
| 1964                                       | Rękopis znaleziony w Saragossie            | Wojciech Jerzy Has                         |
| 1965                                       | Salto                                      | Tadeusz Konwicki                           |
| 1966                                       | Faraon                                     | Jerzy Kawalerowicz                         |
| 1972                                       | Trzeba zabić tę miłość                     | Janusz Morgenstern                         |
| 1973                                       | Wesele                                     | Andrzej Wajda                              |
| 1973                                       | Iluminacja                                 | Krzysztof Zanussi                          |
| 1973                                       | Sanatorium pod Klepsydrą                   | Wojciech Jerzy Has                         |
| 1974                                       | Ziemia obiecana                            | Andrzej Wajda                              |
| 1976                                       | Barwy ochronne                             | Krzysztof Zanussi                          |
| 1980                                       | Constans                                   | Krzysztof Zanussi                          |
| 1981                                       | Człowiek z żelaza                          | Andrzej Wajda                              |
| 1982                                       | Austeria                                   | Jerzy Kawalerowicz                         |
| 1987                                       | Przypadek                                  | Krzysztof Kieślowski                       |
| 1988                                       | Krótki film o zabijaniu                    | Krzysztof Kieślowski                       |
| Wielka Brytania (dodatkowo)                |                                            |                                            |
| 1962                                       | Nóż w wodzie                               | Roman Polański                             |
| 1965                                       | Walkower                                   | Jerzy Skolimowski                          |
| 1979                                       | Aktorzy prowincjonalni                     | Agnieszka Holland                          |